# Şıxzahırlı
Şıxzahırlı è un comune dell'Azerbaigian situato nel distretto di Qobustan. Conta una popolazione di 1 589 abitanti.